# Allotment
Allotment – forma zawierania umowy z dostawcą usług. Taka forma zawarcia umowy z dostawcą usług (głównie turystycznych) stanowi, że zamawiający przez określony okres posiada w swojej dyspozycji uzgodnioną ilość usług, w określonej cenie i standardzie. Umowa ta również określa, w jakim terminie zamawiający ma prawo zrezygnować z całości lub części zamówionych usług bez ponoszenia kosztów. Podobnie jak umowa czarterowa powinna mieć formę pisemną.